# Orden de la Victoria (República Islámica de Irán)
La Orden de la Victoria (persa: نشان فتح o Neshan-e Fath) es una condecoración militar de la República Islámica de Irán, otorgada personalmente por el Líder Supremo de Irán, en la actualidad, Alí Jamenei. 

## Historia de la Orden
La Orden fue creada el 21 de septiembre de 1989, tras la Guerra Irán-Irak, finalizada un año antes, para recompensar los esfuerzos realizados por las fuerzas armadas iraníes durante la Guerra. 
A pesar de su nombre, clara referencia al triunfo, la guerra no terminó en favor de ninguno de los dos Estados combatientes, a pesar de que ambos fueron declarados a sí mismos "vencedores".

## Clases
La Orden de la Victoria se divide en tres clases: 
- Primera clase: consistente en una palma de tres hojas dorada con la bandera de Irán en su base y la palabra فتح (Victoria) en el centro de la misma. Pende de una cinta blanca, verde y roja en cuyo centro se encuentra el Emblema nacional de Irán en metal dorado.

- Segunda clase: consistente en una palma de tres hojas plateada con la bandera de Irán en su base y la palabra فتح (Victoria) en el centro de la misma. Pende de una cinta blanca, verde y roja en cuyo centro se encuentra el Emblema nacional de Irán en metal plateado.

- Tercera clase: consistente en una palma de tres hojas en bronce con la bandera de Irán en su base y la palabra فتح (Victoria) en el centro de la misma. Pende de una cinta blanca, verde y roja en cuyo centro se encuentra el Emblema nacional de Irán en bronce.

## Miembros destacados
- El Ayatolá Akbar Hashemí Rafsanyaní, en su Primera clase

- El Presidente Hasán Rouhaní de la República Islámica de Irán, en su Segunda clase